# Sir John in Love
Sir John in Love er en opera af Ralph Vaughan Williams til en libretto af komponisten selv efter Shakespeares skuespil, The Merry Wives of Windsor. Operaen fik premiere i London den 21. marts 1929.